# Monterrey de Aserrí
Monterrey es el distrito número seis del cantón de Aserrí, de la provincia de San José, en Costa Rica.

## Historia
El 4 de noviembre de 1825, en la ley n.º 62, se menciona a Aserrí como un poblado del distrito de San José, del Departamento Oriental de Costa Rica, uno de los dos en los cuales de dividió al país en el momento. El 30 de noviembre de 1841, en el Registro de Linderos de los Barrios y Cuarteles del Departamento de San José, se menciona a Aserrí como un cuartel del Barrio de Alajuelita
El 7 de diciembre de 1848, mediante la ley n.º 36, se establece a Aserrí, junto a Curridabat, como el tercer cantón de la provincia de San José. El 4 de noviembre de 1862, mediante la Ley n.º 22 de Ordenanzas Municipales, se constituye a Aserrí como el tercer distrito del Cantón de Desamparados.
El 5 de abril de 1966, el distrito de Monterrey es segregado del distrito de Legua.

## Ubicación
Se ubica en el centro del cantón y cuenta con una extensión territorial de 8,36 km². El distrito limita al noroeste con el distrito de Vuelta de Jorco, al oeste con el cantón de Acosta, al sur con el distrito de Legua y al este con los cantones de León Cortés Castro y Desamparados.

## Organización territorial
El distrito de Monterrey se conforma por las siguientes comunidades o barrios:
- Barrio Bajo Máquinas (comparte con Legua)
- Barrio Bajos La Zorra
- Barrio Monterrey (centro)
- Barrio Portuguéz
- Barrio Sebadillas

## Geografía
Monterrey cuenta con un área de 8,28 km² y una altitud media de 1100 m s. n. m.
Monterrey se segregó del distrito Legua e inicialmente tenía una extensión de 8,55 km². Tras un ligero ordenamiento territorial antes del censo de 1984, Monterrey alcanzó su superficie actual.

## Demografía
Para el año 2022, Monterrey cuenta con una población estimada de 508 habitantes, y para el último censo efectuado, en 2011, Monterrey contaba con una población de 498 habitantes.
El distrito se caracteriza por ser el segundo con menor población de la provincia de San José, solo superando al distrito de Piedras Negras, en el cantón de Mora.

## Transporte

### Carreteras
Al distrito lo atraviesan las siguientes rutas nacionales de carretera:
- Ruta nacional 313
- Ruta nacional 336

## Concejo de distrito
El concejo de distrito de Monterrey vigila la actividad municipal y colabora con los respectivos distritos de su cantón. También está llamado a canalizar las necesidades y los intereses del distrito, por medio de la presentación de proyectos específicos ante el Concejo Municipal. El presidente del concejo del distrito es el síndico propietario del partido Liberación Nacional, Mauricio Corrales Castillo.
El concejo del distrito se integra por:
| #                       | Partido                     | Nombre                        |
| Síndico propietario     | Síndico propietario         | Síndico propietario           |
| ----------------------- | --------------------------- | ----------------------------- |
| 1                       | Partido Liberación Nacional | Mauricio Corrales Castillo    |
| Síndico suplente        |                             |                               |
| 2                       | Partido Liberación Nacional | Yoselyn María Matarrita Leiva |
| Concejales propietarios |                             |                               |
| 3                       | Partido Liberación Nacional | Viviana Segura Vindas         |
| 4                       | Partido Liberación Nacional | Elmer Aníbal Delgado Bonilla  |
| 5                       | Partido Acción Ciudadana    | Odilio Bonilla Ureña          |
| 6                       | Partido Acción Ciudadana    | Dulce María Padilla Cuadra    |
| Concejales suplentes    |                             |                               |
| 7                       | Partido Liberación Nacional | Sandra María Castillo Bonilla |
| 8                       | Partido Liberación Nacional | Francisco Chacón Bonilla      |
| 9                       | Partido Acción Ciudadana    | Jenny Rivera Fernández        |
| 10                      | Partido Acción Ciudadana    | Fabio Gerardo Padilla Fallas  |